# 황화 (정치인)
황화(黃華, 1913년 1월 25일 ~ 2010년 11월 24일)는 중화인민공화국의 공산주의 혁명가, 정치인, 외교인이다. 1976년부터 1982년까지 중국 공산당 외교부장을 지내고, 1980년부터는 동시에 부총리를 겸임하였다. 그는 중화인민공화국과 미국, 일본과의 수교에서 공산당 측의 수단으로 사용되기도 하였으며, 홍콩을 반환하는 데 영국과 협상에도 관련되었다.

## 생애
왕루메이(王如美)이라는 본명으로 중화민국 허베이성 한단 시 츠 현에서 출생하였다. 그는 교회 대학 연경 대학(1949년 이후 폐교 기간에 잔여 교원, 잔여 학생들 항미원조 운동 참여, 중공에 의해 1952년 해체 소멸) 경제과 수학 기간 1935년 중국 공산주의 청년단에 가입하였고 1936년 중국 공산당에 입당하였다.
그해 후반 마오쩌둥의 중화소비에트공화국의 공산 혁명 근거지 옌안의 공산주의 기지에서 에드거 스노 곁에서 마오쩌둥, 펑더화이, 저우언라이를 포함한 중국 공산당 지도자들 사이에서 통역으로 활동하기도 했다.
1937년 이후로 저우언라이의 하에서 중국 공산당 중앙조직부 간사, 1940년 중공 옌안 청년간부학교 교육장, 1941년 주더의 정치 비서, 1944년 중국 공산당 외사조 연락부장, 1949년 중국 공산당 톈진 군관회 외사처 처장, 같은 해 중국 공산당 난징 군관회 외사처 처장 등직에 있었다.
중국 공산당 정부 성립 이후, 중국신민주주의청년단 중앙위원, 중국 공산당 상하이 군관회 처장 등이 되었다. 
한국 전쟁 기간, 중국 공산당의 항미원조 운동 말기에 대한민국의 항거의 결과가 된 휴전 교섭(1953년)에 중국 공산당 외사조 구성원의 하나로 참여하였고, 그 이후로 중공 외교부 본부에 정착하여 바르샤바에서 미국과의 초기 접촉(1958년) 및 중국 공산당의 유엔 가입(1971년) 등에 참여되었다.
1960년대에 황화는 가나와 이집트 주재 대사를 지냈다. 문혁이 일어나는 동안에 자신이 귀국할 때 부인 허리량과 함께 구류되어 농촌 지역에서 노동 개혁으로 추방되기도 했다. 그러다 1971년 그는 중국 공산당 당원으로서 자리를 회복했다.
1971년의 초기에 유엔의 의석이 중국 공산당 정부에게 옮겨진 후 황화는 중공의 초대 유엔 대사였다. 그는 또한 1978년 8월 12일 일본의 소노다 스나오 외상과 중일평화우호조약을 맺었다.
1976년 마오쩌둥의 사망 이후, 동료 공산당 외교부장 차오관화가 그 직위로부터 내려오자 황화는 그를 대신할 대체자로 임명되었다. 이 입장에서 그는 이후 6년 동안 외교부장직에 있었고 1979년 미국과의 수교에서 수교의 구성원 중의 하나였다.
1982년 소비에트 연방(구소련)의 지도자 레오니트 브레즈네프가 사망하자, 황화는 중국 공산당 외교부장으로서 중화인민공화국의 사절단을 이끌고 장례식에 참석하였다. 황화는 그 자리에서 브레즈네프를 "세계 평화의 괄목할 만한 옹호자"라고 발언하면서 소비에트 연방(구소련)과의 관계를 복원하고자 하는 바람을 표현했다. 귀국 후에 그는 중공 외교부장직에서 얼마 뒤 퇴임했다.
2010년 11월 24일 97세의 나이로 베이징에서 죽었다.